# Acacia harveyi
Acacia harveyi är en ärtväxtart som beskrevs av George Bentham. Acacia harveyi ingår i släktet akacior, och familjen ärtväxter. Inga underarter finns listade i Catalogue of Life.